# Archibald Campbell (9e comte d'Argyll)
Pour les articles homonymes, voir Archibald Campbell et Campbell.
Archibald Campbell (26 février 1629 – 30 juin 1685), 9e comte d'Argyll, est un noble écossais de la famille des Argyll, du clan des Campbell.
Fils d'Archibald, comte d'Argyll (1607–1661), il conspire, avec les Covenantaires, contre Jacques II, dans la première année de son règne. Il se réfugie dans la Frise, d'où il tente sans succès une invasion en Écosse. Il est pris à Dumbarton et exécuté le 30 juin 1685.
Il est le père d'Archibald, duc d'Argyll (1658–1703).

## Source
Marie-Nicolas Bouillet  et Alexis Chassang (dir.), « Argyle, Archibal, comte d' » dans Dictionnaire universel d’histoire et de géographie, 1878 (lire sur Wikisource)